# I magnifici tre
I magnifici tre ist eine italienische Westernkomödie aus dem Jahr 1961, die im deutschen Sprachraum nicht öffentlich aufgeführt wurde. Regie führte Giorgio Simonelli; in den Hauptrollen spielen Ugo Tognazzi und Walter Chiari.

## Handlung
Nonduras wird von Diktator Bonarios beherrscht, der hin und wieder auch Mädchen entführen lässt, um sie zur Frau zu nehmen; so geschah das auch mit den drei Töchtern des verblichenen Sheriffs. Einige Bürger beschließen, dem Treiben ein Ende zu setzen und engagieren Revolvermänner, die den Despoten bekämpfen sollen. Pablo, Domingo und José werden ausersehen, auch die Mädchen zurückzuholen, weil man sie für waffengewandt und erfahren hält; allerdings sind sie lediglich kleine Banditen von minderer Begabung, denen die Todesstrafe erlassen werden soll, wenn sie ihren Auftrag erfüllen.
Das tun sie dann auch, wenn sie auch manchmal sehr dem Zufall vertrauen müssen; und selbstverständlich verlieben sich die drei Mädchen in die Helden wider Willen.

## Kritik
„Diese Parodie erleidet schmerzhaften Schiffbruch aufgrund schwerer Mängel und Geschmacksverirrungen. Trotz der Bemühungen der beteiligten Schauspieler sieht er aus wie ein schäbiger Vertreter billigen Kintopps“, vermerkt „Segnalazione Cinematografiche“

## Bemerkungen
Das Filmlied „Un uomo vivo“ singt Gino Paoli.
An den Kassen war der Film erfolgreich: 738 Millionen Lire spielte er in Italien ein.